# برانگیزها
برانگیزها (نام علمی: Provocator) نام یک سرده از تیره طوماریان است.